# Бенедикт Хьоведес
Бенедикт „Бени“ Хьоведес (на немски: Benedikt Höwedes) е бивш немски футболист, който играе като защитник.

## Биография
Роден е в Халтерн, Северен Рейн-Вестфалия на 29 февруари 1988 г. Играе основно като централен, но понякога и на позицията на краен десен защитник. За силни негови страни се считат играта му с глава и единоборствата. Хьоведес е капитан на Шалке 04 от сезон 2011/12. На 13 юли 2014 става световен шампион с националния отбор на Германия на първенството в Бразилия.

## Кариера
Хьоведес започва своята футболна кариера в младежката формация на отбора от родния му град ТуС Халтерн, където е играл и Кристоф Мецелдер. Тук той играе 6 години в периода 1994 – 2000. През 2001 г. преминава в СГ Хертен-Лангенбохум, където впоследствие подписва с Шалке 04.

### Шалке 04
В младежкия U-19 отбор на Шалке 04 Хьоведес става капитан и печели с отбора младежкото първенство на Германия. На 19 януари 2007 подписва първия си професионален договор..
Първия си мач като професионален футболист Хьоведес изиграва на 3 октомври 2007 в Шампионската лига без преди това да е правил дебют в Бундеслигата. Това става в мач срещу Розенборг, тъй като Кристиан Пандер e контузен.. Три дни по-късно срещу Карлсруе е и първият му мач в немското първенство.
Първия си гол в Бундеслигата Хьоведес вкарва в 8-ия кръг на сезон 2008/09 за равенството 1:1 при гостуването на Хамбургер. През декември 2008 той и Шалке се споразумяват за удължаване на договора му до 2014.
От пролетния полусезон през 2009 г. вече е твърд титуляр, играещ основно като централен, но и поради редица контузии на играчи, не рядко и като краен защитник. През сезона 2009/10 играе в 33 мача, през които понякога играе и като дефанзивен полузащитник. С Шалке 04 достига през сезона 2010/11 след победи над Валенсия и тогавашния европейски клубен шампион Интер полуфинала на Шампионската лига. В мача реванш срещу Интер вкарва победния гол за 2:1. През същия сезон печели с отбора и Купата на Германия, като на финала също отбелязва гол за победата с 5:0 над Дуисбург.
От началото на сезона 2011/12 е капитан на отбора на Шалке 04. През март 2013 удължава договора си до 30 юни 2017. Още в началото на сезона печели Суперкупата на Германия като нов капитан на мястото на преминалия в Байерн Мюнхен Мануел Нойер. Благодарение на спечелената преди това Купата на Германия, Хьоведес играе с Шалке 04 за пръв път в Лига Европа, където отборът отпада на четвъртфинала срещу Атлетик Билбао. Заради контузии той пропуска както осминафиналните така и четвъртфиналните срещи, а в първенството записва само 22 участия. Това не пречи да бъде повикан в националния отбор за Европейското първенство по футбол в Полша и Украйна.
През сезона 2012/13 за пръв път не успява да отбележи гол в Бундеслигата, но има две попадения в Шампионската лига, въпреки че Шалке както и в Купата на Германия отпада отново на осминафинала. Хьоведес е спохождан през пролетния полусезон отново от много контузии, и успява да участва само в 5 мача. Но и този път това не му попречва да попадне в състава на националния отбор за Световното първенство в Бразилия през 2014, където като титуляр на позицията краен ляв бранител става световен шампион.
След турнира получава обещана дълга почивка, която му пречи да участва в подготовката за сезона 2014/15. На 25 октомври 2015 играе юбилейния си мач номер 200 с екипа на Шалке, а на 10 февруари 2016 става известно, че договорът му е удължен до 2020 г. На 20 ноември 2016 с победата срещу Волфсбург Хьоведес изиграва своя мач номер 100 за първенството като играч на Шалке.

### Национален отбор
Хьоведес преминава в периода 2005 – 2010 последователно през всички младежки формации на Националния отбор по футбол на Германия – U-18, U-19, U-20 и U-21.
Треньорът на мъжкия национален отбор Йоахим Льов му изпраща през май 2011 за първи път покана за приятелската среща срещу Уругвай и квалификационните мачове за Европейското първенство през 2012 срещу Австрия и Азейрбаджан. Така на 29 май 2011 срещу Уругвай заменя в 66-а минута Филип Лам и записва първото си участие в мач на националния отбор. Оттогава винаги е в списъка на поканените, въпреки че на Европейското първенство през 2012 не влиза в игра. Първия си гол за Бундестима вкарва с летящ плонж на 15 август 2012 при загубата с 1:3 в контрола срещу Аржентина.
Хьоведес заедно с друг играч на Шалке 04 Юлиан Дракслер е и в състава на отбора за Световното първенство през 2014 в Бразилия. На първенството играе на нетипичната за него позиция като краен ляв защитник и е твърд титуляр за 90 минути във всяка среща. След спечелването на титлата във финала с 1:0 срещу Аржентина Хьоведес е един от десетте играчи в историята на националния отбор, които стават световни шампиони без да имат пропусната игрова минута в турнира.
Германия отпътува за Европейското първенство през 2016 отново с него в състава си. В първите две срещи от груповата фаза срещу Украйна и Полша играе като краен десен защитник без да бъде сменян. В третата среща срещу Северна Ирландия не намира място в титулярния състав за сметка на Йозуа Кимих, но към края на мача влиза като смяна на Жером Боатенг, като тази смяна се повтаря и в осминафинала срещу Словакия. Следват две участвия с пълно игрово време в четвъртфинала срещу Италия и полуфинала срещу домакина Франция.

## Успехи

### Клубен отбор
- Купа на Германия: 2011
- Суперкупа на Германия: 2011
- Шампионска лига на УЕФА: полуфинал 2010/11
- Шампион на Германия при младежите U-19: 2006
- Серия А – 2017/18
- Купа на Италия – 2018

### Национален отбор
- Световен шампион: 2014
- Европейски шампион при младежите U-21: 2009